# 神栖済生会病院
神栖済生会病院（かみすさいせいかいびょういん）は、社会福祉法人恩賜財団済生会支部茨城県済生会が茨城県神栖市に設置する病院。茨城県災害拠点病院等に指定されている。

## 沿革
- 1953年（昭和28年）11月 - 済生会波崎診療所の開院。
- 1961年（昭和36年）5月 - 済生会波崎済生病院に改組。
- 1988年（昭和61年）4月 - 茨城県済生会 波崎済生病院 へ改組。
- 2003年（平成15年）10月 - 病院移転新築工事の着工。
- 2005年（平成17年）1月 - 新病院の完成。
- 2005年（平成17年）3月 - 神栖済生会病院が開院。
- 2020年（令和2年）1月 - 第4代　中村慶春院長就任
- 2020年（令和2年）10月 - 病床区分の変更届出（一般病床179床 ＝ 計179床)

## 診療科
- 内科
- 循環器内科
- 呼吸器内科
- 消化器内科
- 肝臓内科
- 外科
- 消化器外科
- 乳腺外科
- 内分泌外科
- 内視鏡外科
- 大腸・肛門外科
- 整形外科
- 形成外科
- 小児科
- 皮膚科
- 泌尿器科（人工透析）
- 婦人科
- 眼科
- 耳鼻咽喉科

専門外来
- 肝臓専門外来
- 内科総合診療
- 神経内科専門外来
- 内分泌外科（甲状腺・副甲状腺・副腎）専門外来
- 消化器・膵臓専門外来
- 乳腺専門外来
- 小児（神経・内分泌）専門外来
- 乳幼児難聴外来
- 小児内分泌
- 循環器専門（循環器一般・虚血性心疾患）
- 消化器外科専門外来

診療施設（センター）
- 健診センター

診療協力部門
- 看護部
- 検査科
- 薬剤科
- 栄養科
- 診療放射線科
- リハビリテーション科
- 透析室

医療管理支援部門
- 医療福祉相談
- 地域医療連携
- 訪問看護ステーション
  - 居宅介護支援事業所
  - なでしこヘルパーステーション
  - 訪問リハビリテーション

## 医療機関の指定等
（下表の出典）
| 保険医療機関                                   |
| 労災保険指定医療機関                           |
| 指定自立支援医療機関（更生医療）               |
| 身体障害者福祉法指定医の配置されている医療機関 |
| 生活保護法指定医療機関                         |
| 原子爆弾被害者一般疾病医療取扱医療機関         |
| 災害拠点病院（地域）                           |
| 小児救急医療拠点病院                           |
| 臨床研修病院                                   |
| 在宅療養支援病院                               |
| 無料低額診療事業実施医療機関                   |

- DMAT指定病院[3]
- このほか、各種法令による指定・認定病院であるとともに、各学会の認定施設でもある。

## 交通アクセス
- 関東鉄道バス海岸線（銚子駅 - 鹿島神宮駅間）で神栖済生会病院下車。